# Mangala

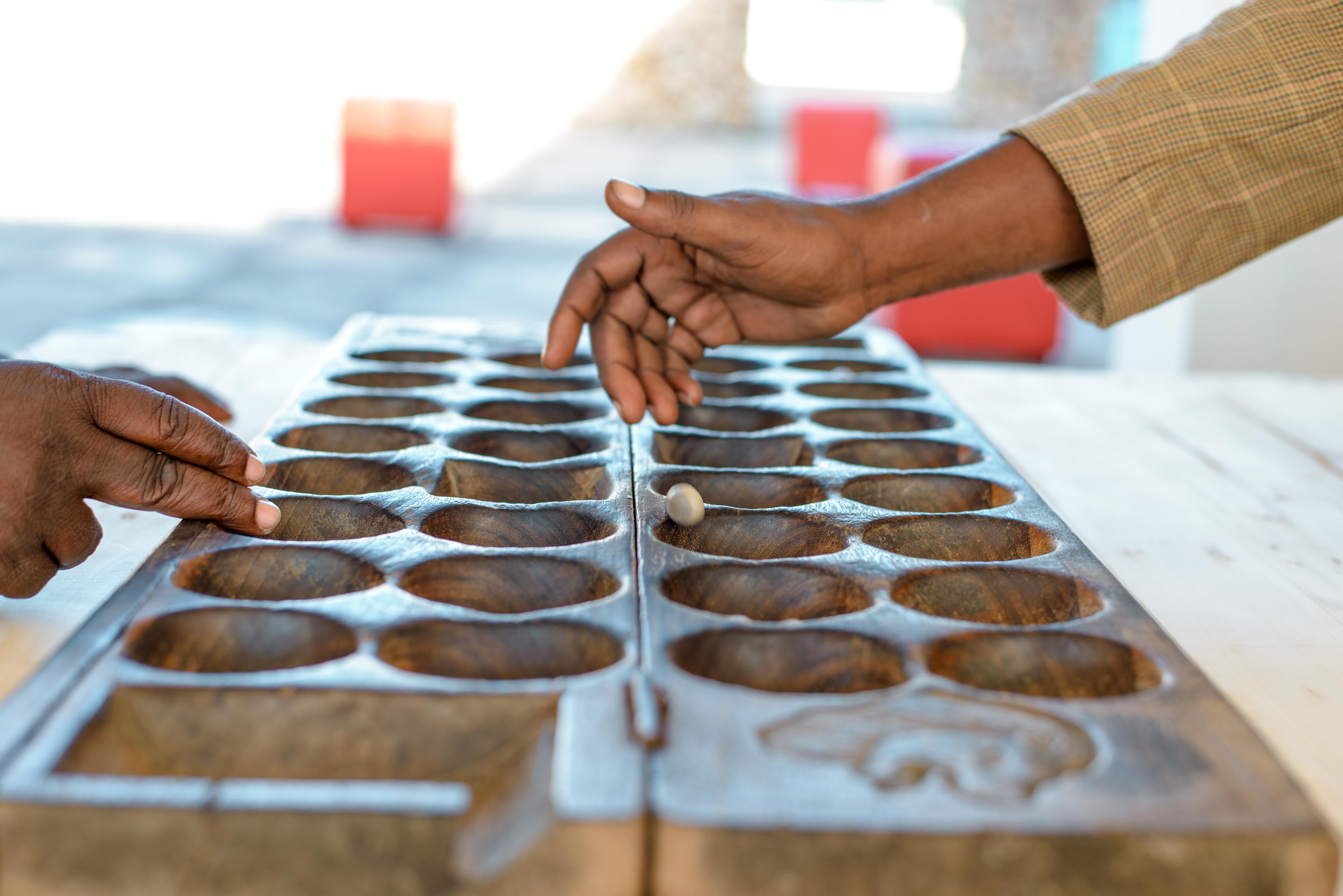
Ukázka hry mangala

Mangala je desková hra pocházející z Turecka. V roce 2020 byla zařazena na seznam nehmotného kulturního dědictví UNESCO.

## Pravidla
Herní desku tvoří dvě řady po šesti důlcích a dále dva větší důlky (pokladnice) na obou koncích desky. Každému hráči patří jedna řada důlků a pokladnice z hráčova pohledu na pravém konci desky. V každém malém důlku jsou před začátkem hry 4 kuličky. Hráč, který je na tahu, si vybere důlek na vlastní straně desky a provede distribuci jeho obsahu. Distribuce začíná v důlku vybraném pro distribuci (neboli vložíme jednu kuličku zpět), dále pokračuje ve směru proti hodinovým ručičkám, přes vlastní důlky, vlastní pokladnici a soupeřovy důlky. V průběhu distribuce do každého důlku vkládáme jednu kuličku. V případě velkého počtu rozdávaných kuliček vynecháváme soupeřovu pokladnici a s distribucí případně pokračujeme opět ve vlastních důlcích. Pokud vkládáme poslední kuličku do vlastní pokladnice, máme další tah. Pokud si vybereme důlek s jednou kuličkou, vkládáme ji do vedlejšího důlku. Pokud distribuce skončí v důlku na soupeřově straně a s rozdávanou kuličkou je tam sudý počet kuliček, hráč si obsah takového důlku přenese do své pokladnice. Pokud distribuce skončí ve vlastním prázdném důlku, a důlek ve stejném sloupci (ve stejné vzdálenosti od libovolného okraje desky) obsahuje nějaké kuličky, přeneseme do pokladnice tuto poslední kuličku a s ní obsah odpovídajícího soupeřova důlku. Cílem hráče je nasbírat nadpoloviční většinu, tedy 25 kuliček. Hra končí v okamžiku, kdy se jednomu z hráčů podaří nasbírat oněch 25 kuliček a nebo v okamžiku, kdy jsou důlky jednoho z hráčů prázdné. Kuličky, které se v tu chvíli nachází na desce, získává na rozdíl od mnohých jiných podobných her hráč, jehož důlky jsou prázdné.       

## Strategie
První část strategie se opírá o pravidlo dalšího tahu při ukončení distribuce ve vlastní pokladnici. Druhá část strategie využívá toho, že hráč získá zbytek kuliček z desky, pokud v jeho důlcích nebudou žádné kuličky. 

## Soutěže
První oficiální turnaj v České republice se konal na Festivalu šachu a her Czech Open v Pardubicích v roce 2009. Od roku 2014 se v ČR pořádají turnaje pravidelně 1–2× ročně. První mistrovství světa proběhlo v Turecku v roce 2019 společně s pátým MS ve hře Toguz kumalak. ČR získala z tohoto MS bronzovou medaili v rapid turnaji.

## Hra na počítači
Hra se v roce 2020 objevila na serveru playok.com. Existuje i několik aplikací pro mobilní telefony.